# Aruba aux Jeux olympiques d'été de 2020
Aruba participe aux Jeux olympiques de 2020 à Tokyo au Japon. Il s'agit de sa 9e participation à des Jeux d'été.

## Athlètes engagés
| Sport    | Hommes | Femmes | Total |
| -------- | ------ | ------ | ----- |
| Natation | 1      | 1      | 2     |
| Tir      | 1      | 0      | 1     |
| Total    | 2      | 1      | 3     |

## Résultats

### Natation
Le comité bénéficie de place attribuée au nom de l'universalité des Jeux.
| Athlète          | Épreuve                   | Séries        | Séries | Demi-finales | Demi-finales | Finale   | Finale   |
| Athlète          | Épreuve                   | Temps         | Rang   | Temps        | Rang         | Temps    | Rang     |
| ---------------- | ------------------------- | ------------- | ------ | ------------ | ------------ | -------- | -------- |
| Allyson Ponson   | 50 m nage libre féminin   | 26 s 3        | 39e    | Éliminée     | Éliminée     | Éliminée | Éliminée |
| Mikel Schreuders | 100 m nage libre masculin | 49 s 31       | 30e    | Éliminé      | Éliminé      | Éliminé  | Éliminé  |
| Mikel Schreuders | 200 m nage libre masculin | 1 min 49 s 43 | 33e    | Éliminé      | Éliminé      | Éliminé  | Éliminé  |

### Tir
En mai 2021, un athlète en pistolet à 10 m obtient une qualification pour les Jeux olympiques suite ses performances mondiales avec une invitation tri-partite de la fédération.
Philip Elhage est un tireur qui avait déjà représenté les Antilles néerlandaises aux jeux de Pékin de 2008.
| Athlète       | Compétition                  | Qualification | Qualification | Finale  | Finale  |         |
| Athlète       | Compétition                  | Points        | Rang          | Points  | Rang    |         |
| ------------- | ---------------------------- | ------------- | ------------- | ------- | ------- | ------- |
| Philip Elhage | Pistolet à air comprimé 10 m | 556           | 35e           | Éliminé | Éliminé | Éliminé |